# 노멘타나 가도

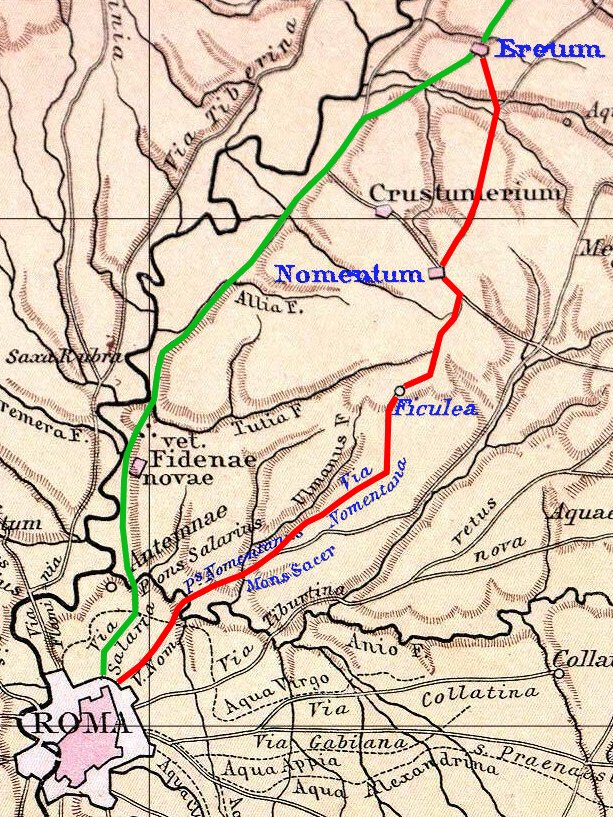
노멘타나 가도 (붉은색)와 살라리아 가도 (초록색)의 경로

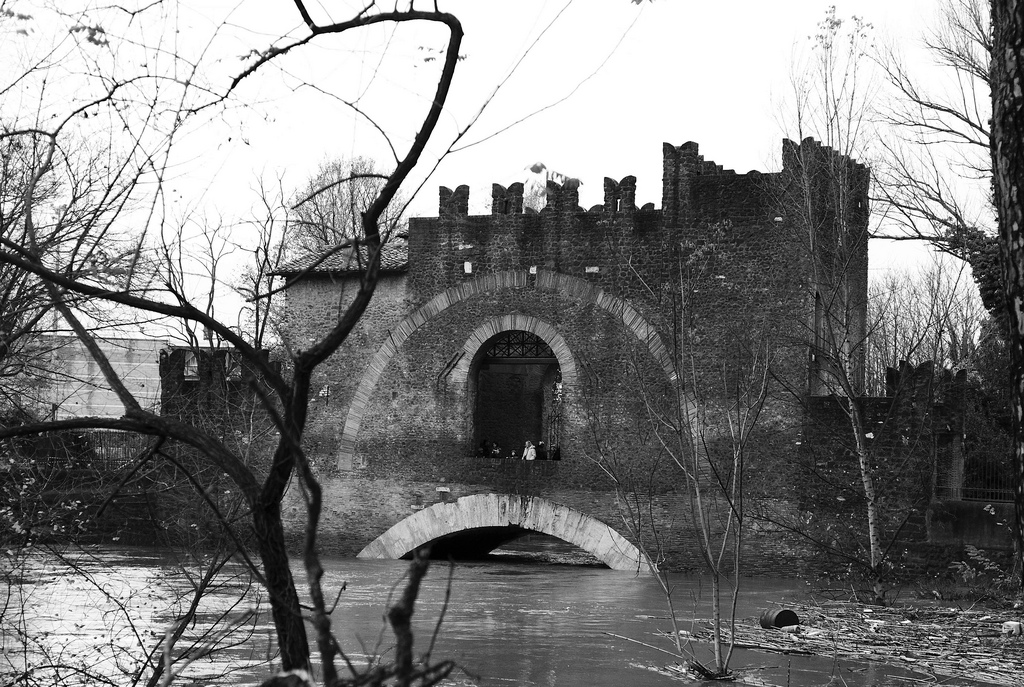
2008년 홍수로 노멘타나 가도의 교량인 노멘타노 다리가 수몰된 모습

노멘타나 가도(Via Nomentana)는 이탈리아 로마에서 북동쪽으로 노멘툼 (지금의 멘타나)까지 이어지던 고대 로마의 한 도로이다. 총 길이는 약 23km에 달했다. 
원래 명칭은 피쿨렌시스 가도 (Via Ficulensis)로서, 피쿨렌시스라는 말은 로마 시에서 13km 떨어진 라치오의 고대 마을 피쿨레아 (Ficulea)에서 유래하였다. 이후 노멘툼까지 확장되었으나 주요 도로로 사용된 적은 없었고, 노멘툼에서 수 km 떨어진 살라리아 가도와 하나로 취급되었다. 오늘날 이탈리아 국도가 노멘툼까지 놓여 있으나 당대에 포장되었던 도로의 흔적은 여전히 남아 있다.
도로가 시작되는 지점은 지금은 사라지고 없는 세르비아누스 성벽의 포르타 콜리나였으나, 서기 3세기 로마 황제 아우렐리아누스가 새로 축조한 방벽에 포르타 노멘타나라는 대문을 건설하면서 시작지점이 이곳으로 바뀌었다. 16세기에 이르러 교황 비오 4세가 기존 도로구간의 이설을 계획하고 포르타 피아라는 새로운 대문을 건설하였다.
노멘타나 가도는 아니에네강을 건너가는데 이 과정에서 지어진 고대 로마의 다리인 노멘타노 다리가 현재까지도 남아 있다.

## 같이 보기
- 로마의 도로
- 고대 로마의 다리
- 로마의 공학